# 4112 Hrabal
4112 Hrabal eller 1981 ST är en asteroid i huvudbältet som upptäcktes den 25 september 1981 av den tjeckiske astronomen Marie Mahrová vid Kleť-observatoriet. Den är uppkallad efter den tjeckiske författaren Bohumil Hrabal.
Asteroiden har en diameter på ungefär 45 kilometer.